# Jezioro Pakoskie
Jezioro Pakoskie – jezioro w Polsce, położone w województwie kujawsko-pomorskim, w powiecie inowrocławskim i mogileńskim, na terenie gmin Janikowo, Mogilno, Strzelno i Pakość, leżące na terenie Pojezierza Żnińsko-Mogileńskiego.

## Hydronimia
Według urzędowego spisu opracowanego przez Komisję Nazw Miejscowości i Obiektów Fizjograficznych (KNMiOF) nazwa tego jeziora to Jezioro Pakoskie. W różnych publikacjach jezioro to występuje pod nazwą Zbiornik Pakoski.

## Charakterystyka
Jezioro Pakoskie jest częścią składową „hydrowęzła pakoskiego” regulującego gospodarkę wodną Noteci Połączonej (Noteci zachodniej, która przepływa przez zbiornik i Noteci Wschodniej, która dopływa w Pakości). 
Jezioro ma wydłużony kształt, wynikający z położenia w obrębie południkowo przebiegającej rynny subglacjalnej rozdzielającej wysoczyzny: Kujawską (90-93: n.p.m.) i Gnieźnieńską (110–120 m n.p.m.) Głębokość rozcięcia wysoczyzn w stosunku do dna rynny wynosi od 20 do 50 m. Forma ta lokalnie wypełniona jest 5-10 metrowej miąższości osadami jeziornymi: gytią i torfami. Zachodnie stoki rynny są wyższe, lecz łagodniejsze, o szerokości około 750 m, a wschodnie węższe, o szerokości około 250 m, często mające postać klifu. W południowej części zbiornika w jego bezpośrednim otoczeniu występują torfy. Zbiornik ma długość 20,1 km, średnia szerokość wynosi 740 m, a średnia głębokość: 9,2 m.
Akwen jest przedzielony 5 sztucznymi groblami wykorzystywanymi jako drogi, bądź nasypy kolejowe. W związku z tym podzielony jest na cztery odrębne części, pomiędzy którymi następuje wymiana wody: jezioro Pakoskie Północne, Pakoskie Południowe, Bronisławskie i Kunowskie. 
Jezioro pełni funkcję retencyjną i przeciwpowodziową. Wody gromadzone w czasie całego roku są wykorzystywane do celów przemysłowych, a latem również do nawodnień pól i podwyższenia poziomu Noteci. W ciągu roku dochodzi do znacznych wahań poziomu wody – do 3,9 m, podczas gdy wahania naturalne nie przekraczały 0,5 m. W związku z tym 1/3 czaszy zbiornika może być okresowo zalewana i osuszana. Przy wyższych stanach wody zalewany jest pas drzew rosnący na brzegach.
Zastosowanie rekreacyjne ogranicza niska jakość wody, niemniej na brzegach istnieją plaże i strefy rekreacyjne, m.in. w Janikowie. Jezioro nadaje się do wędkowania, występują w nim sandacze, okonie, szczupaki, płocie, leszcze, węgorze, karasie, karpie i amury. 

### Strefa brzegowa
Na brzegach jeziora występuje pas zadrzewień, który jest okresowo podtapiany. Ogólna długość brzegów wynosi 50,6 km, z czego blisko 3,5 km stanowią brzegi najbardziej na południe położonej części zbiornika, zwanej Jeziorem Kunowskim. 1/7 brzegów umocniona jest narzutem kamiennym, dotyczy to głównie grobli i nasypów kolejowych. Brzegi nie umocnione podlegają abrazji, a w mniejszym stopniu akumulacji. Silniej przekształcany jest brzeg wschodni, gdzie klify dochodzą do 5 m wysokości. W południowej części zbiornika występują zwarte pasy trzcin. 

## Historia
Przed budową zbiornika w rynnie subglacjalnej istniały trzy połączone Notecią jeziora, których poziom wód kształtował się na wysokości około 75 m n.p.m.. Ich początek sięga okresu młodszego dryasu (10,5 tys. lat temu). Wyższy poziom wody występował w okresie subborealnym (76 m n.p.m.), na początku nowej ery (79–80 m n.p.m.) i od końca XI w. do drugiej połowy XIX wieku, kiedy to po okresie niskiego poziomu utrzymującego się w okresie średniowiecza wody podniosły się do 78 m n.p.m.. Przekopanie w 1774 r. Kanału Noteckiego oraz przeprowadzenie w połowie XIX w. na obszarze Kujaw prac melioracyjnych, doprowadziło do obniżenia poziomu wód na tych terenach średnio o około 2,5 m. W Jeziorze Pakoskim lustro wody obniżyło się o 76 cm, a w Jeziorze Bronisławskim o 66 cm (stan z 1861 r.) Późniejsze podpiętrzenie wód było formą renaturalizacji warunków panujących w tym akwenie.  
Zbiornik pakoski został utworzony na Noteci Zachodniej w 1975 r., w ramach programu piętrzenia jezior położonych w dolinie rzeki Noteci i jej dopływu Panny. Piętrzenie miało na celu: uregulowanie stosunków wodnych w dorzeczu Noteci; zaspokojenie rosnącego zapotrzebowania na wodę, zaopatrzenie w wodę rolnictwa, zabezpieczenie przeciwpowodziowe. Głównymi odbiorcami wody ze zbiornika miały być Zakłady Sodowe w Janikowie i Mątwach, żegluga i rolnictwo, a ich łączne zapotrzebowanie przewidywano na około 114,2 mln m³ wody. Maksymalny poziom piętrzenia był ograniczony orografią terenu i koniecznością zachowania istniejącej infrastruktury, głównie mostu drogowego i linii kolejowej. Zbiornik Pakoski powstał w efekcie podpiętrzenia o 4,5 m wód dwóch jezior: Jeziora Pakoskiego Północnego (2,85 km²) i Południowego (4,65 km²), oraz niewielkiego, leżącego od nich w odległości około 2,3 km na południe, Jeziora Bronisławskiego (0,41 km²). Piętrzenie wód spowodowało zalanie równiny zalewowej Noteci pomiędzy jeziorami oraz 2,5 km odcinka powyżej jeziora Bronisławskiego. Zalany został pas trzcin okalający jeziora, torfy (głównie pomiędzy jeziorami Pakoskimi a jeziorem Bronisławskim) oraz grunty orne na szerokości od kilku do 100 m. W trakcie tworzenia zbiornika w jego bezpośrednim otoczeniu posadzono około 90 tysięcy drzew, głównie wierzb, olszyn i lip. 
Powierzchnia akwenu wzrosła o 60% z 8,1 km² do 13,0 km², a pojemność o 110% z 40,6 mln m³ do 86,5 mln m³. 